# Carlos Poch-Gradin
 Carlos Poch-Gradin  nacido el 9 de septiembre de 1982 es un tenista profesional español.Su ranking más alto a nivel individual fue el puesto Nº 215, alcanzado el 24 de agosto de 2009. A nivel de dobles alcanzó el puesto Nº 145 el 8 de junio de 2009.
En agosto del año 2008 fue designado por la ITF jugador del mes, en ese momento competía para Club Tennis de La Salut y continuó hasta el año 2011. Desde el año 2012 compite para el Club de Tenis Tarragona.

## Títulos; 2 (0 + 2)

### Dobles (2)
| Legenda dobles            |
| Grand Slam (0)            |
| ATP World Tour Finals (0) |
| ATP Masters 1000 (0)      |
| ATP World Tour 500 (0)    |
| ATP World Tour 250 (0)    |
| ATP Challenger Series (2) |

| No. | Fecha      | Torneo                             | Superficie    | Pareja           | Rival en la final                | Resultado   |
| --- | ---------- | ---------------------------------- | ------------- | ---------------- | -------------------------------- | ----------- |
| 1.  | 22.07.2007 | Challenger de Rimini Italia        | Tierra batida | Santiago Ventura | Leonardo Azzaro Alessandro Motti | 6–4, 6-1    |
| 2.  | 01.02.2009 | Challenger de Bucaramanga Colombia | Tierra batida | Diego Álvarez    | Carlos Avellán Eric Gomes        | 7–6(7), 6-1 |